# Stainton (Richmondshire)
Pour les articles homonymes, voir Stainton.
Stainton est un village et une paroisse civile du Yorkshire du Nord, en Angleterre.